# Ganggrab Groß-Stavern 3
Beim Ganggrab Groß-Stavern 3 (auch Ganggrab von Sprakel genannt) handelt sich um ein kleines neolithisches Ganggrab, mit der Sprockhoff-Nr. 844. Es entstand zwischen 3500 und 2800 v. Chr. und ist eine Megalithanlage der Trichterbecherkultur (TBK). Neolithische Monumente sind Ausdruck der Kultur und Ideologie jungsteinzeitlicher Gesellschaften. Ihre Entstehung und Funktion gelten als Kennzeichen der sozialen Entwicklung.
Das Ganggrab ist eine Bauform jungsteinzeitlicher Megalithanlagen, die aus einer Kammer und einem baulich abgesetzten, lateralen Gang besteht. Diese Form ist primär in Dänemark, Deutschland und Skandinavien, sowie vereinzelt in Frankreich und den Niederlanden zu finden.

## Lage
Das Großsteingrab liegt drei Kilometer nordöstlich von Groß-Stavern, etwa ein Kilometer östlich der Siedlung Sprakel, im Landkreis Emsland in Niedersachsen.

## Beschreibung
Die trapezoide Ost-West orientierte Kammer misst etwa 7,0 × 2,2 Meter und verjüngt sich im Osten auf 1,5 Meter. Sie steckt zum größten Teil in einer in jüngerer Zeit angelegten Wallanlage. 13 von evtl. einst 14 Trag- und vier Decksteine sind in situ erhalten. Vom Gang, in der Mitte der Südseite, sind drei (von vermutlich vier) Trägersteine und einer von zwei Decksteinen vorhanden. Der zweite Deckstein liegt in der Nähe. Ob die Anlage überhügelt und mit Einfassungssteinen versehen war, lässt sich nicht nachweisen. Gut zu erkennen ist, dass alle Decksteine in Dreipunktauflage aufliegen.
Unmittelbar westlich des Ganggrabes liegt ein Heidegebiet mit einem Hügelgräberfeld aus der Bronzezeit, von dem noch 15 Hügel vorhanden sind.